# Кабо-вердианско-китайские отношения
Отношения между Кабо-Верде и Китайской Народной Республикой относятся к текущим и историческим отношениям между Китайской Народной Республикой и Кабо-Верде. Два государства установили двусторонние отношения в апреле 1976 года, вскоре после того, как Кабо-Верде обрело независимость от Португальской империи. Кабо-Верде является сторонником политики одного Китая. Китай поддерживал отношения с Кабо-Верде на протяжении 1970-х до середины 1990-х годов главным образом для того, чтобы помешать Китайской Республике (Тайвань) добиться международного признания Кабо-Верде с помощью дипломатии чековых книжек. Однако в середине 1990-х годов ряд китайских капиталистов начали инвестировать в островное государство, и в результате в 2000-х годах отношения укрепились.

## Экономическое развитие
Со времени проведения первого Форума Китайско-Африканской конференции по сотрудничеству в 2000 году китайское правительство успешно выделило 63,5 млн долл. США на финансирование развития. Эти проекты включают 4,4 миллиона долларов на строительство плотины Пойлан в Санта-Крус, 22 миллиона долларов на строительство спортивного стадиона в Монте-Вака и 2,3 миллиона долларов на списание долгов. Во время Форума экономического и торгового сотрудничества между Китаем и португалоговорящими странами 2010 года в Макао Вэнь Цзяобао объявил о создании фонда в размере 1 миллиарда долларов, направленного на стимулирование торговли между Китаем и португалоговорящими странами.